# Marija Valois, vojvotkinja Kalabrije
Marija Valois (francuski Marie, talijanski Maria; 1309. – 23. listopada 1331.) bila je francuska plemkinja i vojvotkinja Kalabrije. Članica kuće Valois, Marija je bila najstarija kći Karla, grofa Valoisa i Matilde Châtillonske te polusestra kralja Filipa VI., „onog kojem se posrećilo“.

## Biografija
Godine 1323., Marija se kao 14-godišnja djevojčica udala za Karla, vojvodu Kalabrije. Karlo se oženio Marijom poslije smrti svoje prve supruge, Katarine Austrijske. Marija i Karlo dobili su Eloisu, Mariju (umrla 1328.), Karla Martela (umro 21. travnja 1327.), Ivanu i Mariju (grofica Albe). Ivana je naslijedila svoga djeda kao Ivana I., kraljica Napulja, dok je Marija postala latinska carica brakom.
Marija Valois umrla je 1331. u dobi od 22 godine.